# Metriophasma festae
Metriophasma festae är en insektsart som först beskrevs av Giglio-Tos 1898.  Metriophasma festae ingår i släktet Metriophasma och familjen Pseudophasmatidae. Inga underarter finns listade i Catalogue of Life.